# Franz Joseph Engel
Franz Joseph Engel (* 4. Mai 1867 in Heigenbrücken im Spessart; † 18. April 1922 in Aschaffenburg) war ein deutscher Altphilologe und Gymnasiallehrer. Er machte sich insbesondere um die römischen Überreste von Passau verdient.
Engel studierte Klassische Philologie an der Universität München. Am 18. Januar 1898 wurde er dort promoviert. Von 1894 bis 1918 war Engel als Gymnasiallehrer bzw. Gymnasialprofessor am Humanistischen Gymnasium in Passau. 1918 wurde er Konrektor am Gymnasium in Freising, 1920 arbeitete er erneut in Passau und 1921 wurde Engel Gymnasialdirektor in Aschaffenburg.
Von 1904 bis 1911 führte er Grabungen in Passau-Innstadt durch und entdeckte dabei die Reste des Römerkastells Boiodurum.

## Schriften (Auswahl)
- Zum Rechte der Schutzflehenden bei Homer. Passau 1899 (= Dissertation) Digitalisat.
- Ethnographisches zum Homerischen Kriegs- und Schützlingsrecht. 3 Bände. Passau 1904–06
- Erinnerungen und Ausblicke zur römischen Forschung in Passau. In: Donauzeitung Passau, 118. Jahrgang, Nr. 143 und 144 vom 24./25. Mai 1908
- Passau, Städtisches Museum. In: Berichte der Römisch-Germanische Kommission 7, 1912, S. 70.
- Pan(n)a conmunis. In: Römisch-Germanisches Korrespondenzblatt 7, 1914, S. 58–59.